# 锡齐亚诺
锡齐亚诺（義大利語：Siziano），是意大利帕维亚省的一个市镇。总面积11平方公里，人口5820人，人口密度529.1人/平方公里（2009年）。国家统计（ISTAT）代码为018150。